# Raine Spencer
Raine Spencer, condesa Spencer (nacida McCorquodale; 9 de septiembre de 1929-21 de octubre de 2016) fue una política y socialité británica. Es la hija de Alexander McCorquodale y de la novelista romántica y socialité, la dama Barbara Cartland.
Su gusto fue cuestionado frecuentemente como también su relación con sus hijastros. Como condesa Spencer, Raine no tuvo una buena relación con su hijastra, Diana de Gales. Luego se reconciliaron y fueron amigas hasta la muerte de Diana en 1997.

## Primeros años
Raine McCorquodale fue la única hija de la novelista Barbara Cartland y de Alexander McCorquodale, un oficial de la armada heredero de una fortuna de impresión. Sus padres se divorciaron en 1936, y su madre se casó con el primo de Alexander McCorquodale, Hugh McCorquodale, con el que tuvo dos hijos, Ian y Glen McCorquodale.

## Condesa de Dartmouth
En 1947, a los dieciocho años debutó en la alta sociedad de Londres. Fue nombrada "Debutante del Año" y se comprometió con un futuro conde, Gerald Legge. Ella y Legge se casaron el 21 de julio de 1948. Él obtuvo el título de Vizconde Lewisham en 1958 y se convirtió en el 9.º conde de Dartmouth en 1962. La pareja tuvo cuatro hijos:
- William Legge, 10.º conde de Dartmouth (23 de septiembre se 1949). Se casó con Fiona Campbell en enero de 2009. William tiene un hijo, con la productora de televisión Claire Kavanagh, nacido fuera del matrimonio y, por lo tanto, sin posibilidad de heredar.
- Hon. Rupert Legge (1 de enero de 1953). Se casó con Victoria S. Ottley en 1984. Tienen dos hijos:
  - Edward Peregrine Legge (1986)
  - Claudia Rose Legge (1989)
- Lady Charlotte Legge (16 de julio de 1963). Se casó con Don Alessandro Paternò Castello, 13.º Duque de Carcaci el 19 de diciembre de 1990. Tienen tres hijos.
- Hon. Henry Legge (28 de diciembre de 1968), se casó con Cressida Hogg (hija de Sir Christopher Hogg) el 21 de diciembre de 1995. Tienen tres hijas.

Después de su matrimonio, Lady Dartmouth comenzó su carrera política. A la edad de 23 años, se convirtió en la miembro más joven del Westminster City Council en el Partido Conservador. Cómo Lady Lewisham, y más tarde Lady Dartmouth, se mantuvo en el gobierno local por 17 años. Más tarde fue elegida para representar a Richmond en la Greater London Council. Se interesó en el medioambiente y los edificios antiguos participando en organizaciones de esta índole.
En 1973 comenzó una relación con John Spencer, Vizconde Althorp. A raíz de esto, el conde y la condesa Dartmouth se divorciaron en 1976.

## Condesa Spencer
El vizconde Althorp sucedió a su padre como el VIII conde Spencer el 9 de junio de 1975. El conde Spencer y Raine, condesa de Dartmouth se casaron en Caxton Hall, Londres, el 14 de julio de 1976. Como la condesa Spencer, Raine no fue bien recibida por su hijastra, Lady Diana Spencer y sus hermanos, quienes se referían ella como "acid rain”(lluvia ácida en inglés). Sin embargo, se sugirió que cuando Diana murió ella y Raine se habían reconciliado, mientras que la relación de Diana con Frances Roche, su madre, no era buena; Diana y Frances no se habían hablado desde hacía meses al tiempo de la muerte de Diana.
En 1978 Lord Spencer sufrió una hemorragia cerebral; su esposa cuidó de él y el hecho de que se recuperara se debe en gran parte a sus cuidados. Tras la enfermedad de su marido, Lady Spencer fue criticada por la prensa por su redecoración de Althorp, el asentamiento ancestral de la familia Spencer.
El conde apoyó y asistió a su mujer en las alteraciones de Althorp y sus actividades para recaudar fondos. Sin embargo, no fue suficiente para parar al hijo y heredero del conde, Charles, vizconde Althorp (luego el IX conde) de describir el gusto de su madrastra como "la vulgaridad de una tarta de boda en un hotel de cinco estrellas en Mónaco."
Lord y Lady Spencer llevaron una vida opulenta. En febrero de 1981, se volvieron conocidos globalmente por el compromiso de la hijastra de Lady Spencer, Diana, com Carlos de Gales. La condesa asistió a su boda en 1981, pero no estuvo sentado con su esposo: mientras que el conde y Mrs. Shand Kydd y sus hijos estaban sentados en frente de la Familia Real, la condesa y Mr. Shand Kydd, el padrastro de la novia, estuvieron sentados en la congregación. La condesa Spencer no apareció en el balcón del Buckingham Palace después de la ceremonia.
Cuando Lord Spencer falleció el 29 de marzo de 1992, la condesa viuda abandonó Althorp, debido a que ella y sus hijastros mantenían una mala relación.
Recibió cuatro millones de libras de herencia y una casa de campo en Mayfair por parte de su marido.

## Condesa de Chambrun
En julio de 1993, Raine Spencer se casó con su tercer marido, el conde Jean-François Pineton de Chambrun (un descendiente de Marqués de La Fayette y miembro de una reconocida familia francesa emparentada con la familia Roosevelt de Estados Unidos). Se casaron en una ceremonia civil en Londres.
El conde, un hijo pequeño de Jean-Pierre Pineton de Chambrun, marqués de Chambrun (un bioquímico y artista sordo), estuvo casado con una estadounidense, Josalee Douglas. La condesa fue tachada de vulgar en el Reino Unido después de descubrirse que fotos de su boda habían sido vendidas a la revista Hello por 70.000 libras. Su madre no asistió a su boda. Fue en esta época que, mientras que ninguno de los hijastros Spencer asistió a la boda, fue reportado que había dado lugar a un acercamiento entre ella y la Princesa de Gales.
El matrimonio duró poco y se divorciaron en 1995. Aunque portaba el título de condesa Jean-François Pineton de Chambrun, Raine decidió reconvertirlo a su anterior título, como Raine, condesa Spencer, aunque no fuera lo convencional.

## Vida posterior
En diciembre de 2007, Spencer figuró de nuevo en las noticias, prestando declaración sobre la muerte de Diana de Gales. Haciendo un raro comentario público sobre su hijastra, comentó: "[Diana] siempre dijo que yo no tenía ningún plan oculto. Tanta gente, como ella era tan popular y tan conocida en el mundo, quería algo de ella. Fue una vida muy agotadora." Luego comentó en la Corte, "Bueno, todas queremos que el caballero oscuro y atractivo entre por la puerta."
Spencer fue directora de Harrods, y ocasionalmente trabajó en la tienda, aunque ella comentó: "Irónicamente, nunca fui a comprar a Harrods. Fue mi esposo [el conde Spencer] quien vivía ahí." Su casa principal se situaba en Mayfair, Londres.
Raine no asistió a la boda de 2011 entre el Príncipe Guillermo de Cambridge y Catherine Middleton.
Su muerte a la edad de 87 años, después de una enfermedad corta, fue anunciada por su familia el 21 de octubre de 2016.

## Títulos y tratamientos
| ● 1929-1947: | Miss Raine McCorquodale                |
| ● 1947-1958: | La muy honorable Mrs. Gerald Legge     |
| ● 1958-1962: | Vizcondesa Lewisham                    |
| ● 1962-1976: | La muy honorable condesa de Dartmouth  |
| ● 1976-idem: | Raine, condesa de Dartmouth            |
| ● 1976-1992: | La muy honorable condesa Spencer       |
| ● 1992-1993: | La muy honorable condesa viuda Spencer |
| ● 1993-1995: | Condesa Raine de Chambrun              |
| ● 1995-2016: | Raine, condesa Spencer                 |